# Українські гетьмани і кошові отамани
У списку подані ватажки Війська Запорозького XV–XVII століть, старші реєстрових козаків та гетьмани Війська Запорозького Городового XVI–XVIII століть, кошові отамани Війська Запорозького Низового (січових козаків) XVI—XVIII століття, гетьмани України XX століття.

## Козацькі ватажки
| 1486—1492 |  | Юрій Пац                | воєвода київський; організатор козацьких загонів.                                                  |
| 1488—1495 |  | Богдан Глинський        | намісник черкаський; козацький ватажок, руйнівник Очакова.                                         |
| 1492—1505 |  | Дмитро Путятич          | воєвода київський; козацький ватажок.                                                              |
| 1510—1524 |  | Сенько Полозович        | воєвода київський; козацький ватажок.                                                              |
| 1514—1535 |  | Остафій Дашкевич        | староста канівський і черкаський; козацький ватажок.                                               |
| 1516—1528 |  | Предслав Лянцкоронський | староста хмільницький; козацький ватажок.                                                          |
| 1534—1569 |  | Венжик Хмельницький     | козацький ватажок, низовий гетьман, прадід Богдана Хмельницького.                                  |
| 1550—1557 |  | Дмитро Вишневецький     | староста канівський і черкаський; засновник фортеці на Малій Хортиці — прототипу Запорозької Січі. |
| 1568      |  | Біруля Мадський         | козацький ватажок.                                                                                 |
| 1568      |  | Карпо Масло             | козацький ватажок.                                                                                 |
| 1568      |  | Андруш                  | молдовський боярин, козацький ватажок.                                                             |
| 1568      |  | Лісун                   | козацький ватажок.                                                                                 |
| 1568      |  | Яцько Білоус            | козацький ватажок.                                                                                 |
| 1568      |  | Андрій Лях              | козацький ватажок; організатор нападу на московське посольство до Криму.                           |
| 1577—1578 |  | Іван Підкова            | козацький ватажок.                                                                                 |
| 1578      |  | Лук'ян Чорнинський      | козацький ватажок, гетьман.                                                                        |
| 1581      |  | Самійло Зборовський     | козацький ватажок, гетьман.                                                                        |
| 1583      |  | Дем'ян Скалозуб         | козацький ватажок, гетьман.                                                                        |
| 1584      |  | Богдан Микошинський     | козацький ватажок, гетьман.                                                                        |
| 1585      |  | Михайло Ружинський      | козацький ватажок, гетьман.                                                                        |
| 1585      |  | Кирик Ружинський        | козацький ватажок, гетьман.                                                                        |
| 1585      |  | Захар Кулага            | козацький ватажок, гетьман.                                                                        |
| 1586      |  | Лук'ян Чорнинський      | козацький ватажок, гетьман.                                                                        |
| 1586      |  | Богдан Макошинський     | козацький ватажок, гетьман.                                                                        |
| 1588      |  | Потребацький            | козацький ватажок, гетьман.                                                                        |
| 1589      |  | Захар Кулага            | козацький ватажок, гетьман.                                                                        |
| 1589—1593 |  | Дем'ян Скалозуб         | козацький ватажок, гетьман.                                                                        |
| 1594      |  | Богдан Микошинський     | козацький ватажок, гетьман.                                                                        |
| 1594—1596 |  | Григорій Лобода         | козацький ватажок, гетьман.                                                                        |
| 1594—1596 |  | Северин Наливайко       | козацький ватажок.                                                                                 |
| 1596      |  | Матвій Шаула            | козацький ватажок, гетьман.                                                                        |
| 1596      |  | Криштоф Кремпський      | козацький ватажок, гетьман.                                                                        |
| 1596      |  | Криштоф Нечковський     | козацький ватажок, гетьман.                                                                        |
| 1596—1597 |  | Гнат Василевич          | козацький ватажок, гетьман.                                                                        |
| 1597      |  | Тихін Байбуза           | козацький ватажок, гетьман.                                                                        |
| 1598      |  | Флоріан Гедройць        | козацький ватажок.                                                                                 |
| 1598      |  | Мітловський             | козацький ватажок.                                                                                 |
| 1602—1603 |  | Іван Куцкович           | козацький ватажок, гетьман.                                                                        |
| 1603      |  | Іван Косий              | козацький ватажок, гетьман.                                                                        |
| 1606      |  | Григорій Ізапович       | козацький ватажок, гетьман.                                                                        |
| 1606      |  | Самійло Зборовський     | козацький ватажок, гетьман.                                                                        |
| 1606      |  | Олевченко Богдан        | козацький ватажок, гетьман.                                                                        |
| 1617      |  | Дмитро Барабаш          | козацький ватажок, гетьман.                                                                        |
| 1618      |  | Михайло Скиба           | козацький ватажок.                                                                                 |
| 1619—1621 |  | Яцько Неродич           | козацький ватажок, гетьман.                                                                        |
| 1620      |  | Петро Одинець           | козацький ватажок.                                                                                 |
| 1624      |  | Грицько Чорний          | козацький ватажок, гетьман.                                                                        |
| 1625      |  | Федір Пирський          | козацький ватажок, гетьман.                                                                        |
| 1628      |  | Грицько Чорний          | козацький ватажок, гетьман.                                                                        |
| 1629—1630 |  | Грицько Чорний          | козацький ватажок, гетьман.                                                                        |
| 1630      |  | Тарас Трясило           | козацький ватажок, гетьман; керівник повстання 1630 року.                                          |
| 1632      |  | Андрій Діденко          | козацький ватажок, гетьман.                                                                        |
| 1633      |  | Дорофій Дорошенко       | козацький ватажок, наказний гетьман.                                                               |
| 1633      |  | Дорош Куцкович          | гетьман.                                                                                           |
| 1633      |  | Гиря Каневець           | козацький ватажок.                                                                                 |
| 1633—1635 |  | Іван Сулима             | козацький ватажок, гетьман.                                                                        |
| 1636—1637 |  | Василь Томиленко        | козацький ватажок, гетьман.                                                                        |
| 1637      |  | Павло Павлюк            | козацький ватажок, гетьман.                                                                        |
| 1638      |  | Яків Острянин           | козацький ватажок, гетьман.                                                                        |
| 1638      |  | Дмитро Гуня             | козацький ватажок, гетьман.                                                                        |
| 1639—1642 |  | Карпо Півтора-Кожуха    | козацький ватажок, гетьман.                                                                        |
| 1642—1646 |  | Максим Гулак            | козацький ватажок, гетьман.                                                                        |

## Військо Запорозьке Городове

### Старші реєстровців
| 1571      |  | Валентій Ольшовицький | гетьман і старший. |
| 1572      |  | Ян Бадовський         | старший. |
| 1572—1574 |  | Михайло Вишневецький  | князь, каштелян Брацлавський, воєвода Київський, староста Черкаський. Уперше в історії одержав від короля булаву і клейноди. |
| 1574      |  | Самійло Кішка         | старший. |
| 1575—1576 |  | Богдан Ружинський     | старший. |
| 1580—1585 |  | Ян Оришовський        | старший. |
| 1590      |  | Войтих Чановицький    | старший. |
| 1591—1593 |  | Криштоф Косинський    | старший. |
| 1597      |  | Бартош Проснідич      | старший. |
| 1600      |  | Прокіп Сарапович      | старший. |
| 1600—1602 |  | Самійло Кішка         | старший. |
| 1602      |  | Гаврило Крутневич     | старший. |
| 1609—1610 |  | Каленик Андрієвич     | старший. |
| 1610      |  | Тискиневич Григорій   | старший. |
| 1614—1622 |  | Петро Сагайдачний     | старший. |
| 1616      |  | Василь Стрілковський  | старший. |
| 1622—1623 |  | Оліфер Голуб          | старший. |
| 1623—1623 |  | Богдан Конша          | старший. |
| 1623—1624 |  | Михайло Дорошенко     | старший. |
| 1624—1625 |  | Каленик Андрієвич     | старший. |
| 1625      |  | Марко Жмайло          | старший. |
| 1625—1628 |  | Михайло Дорошенко     | старший. |
| 1630—1631 |  | Тимофій Орендаренко   | старший. |
| 1631—1632 |  | Іван Петражицький     | старший. |
| 1632—1633 |  | Тимофій Орендаренко   | старший. |
| 1637      |  | Сава Кононович        | старший; москаль або татарин; полковник переяславський; убитий повстанцями Павла Павлюка                                     |
| 1638      |  | Ілляш Караїмович      | старший; вірменин або караїм                                                                                                 |

### Гетьмани
| Єдина Гетьманщина  | Єдина Гетьманщина | Єдина Гетьманщина   | Єдина Гетьманщина                                                                                            |
| ------------------ | ----------------- | ------------------- | --- |
| 1648—1657          |                   | Богдан Хмельницький | організатор Хмельниччини, засновник держави Війська Запорозького. 1654 року прийняв московський протекторат. |
| 1657               |                   | Юрій Хмельницький   | син Богдана, позбавлений булави до досягнення повноліття.                                                    |
| 1657—1659          |                   | Іван Виговський     | 1658 року прийняв польський протекторат.                                                                     |
| 1659—1660          |                   | Юрій Хмельницький   | 1659 року повернувся до російського протекторату, але 1660 року прийняв польський протекторат.               |
| Розкол Гетьманщини |                   |                     | |

| Правобережжя           | Правобережжя          | Правобережжя          | Правобережжя             | Лівобережжя            | Лівобережжя            | Лівобережжя            | Лівобережжя                                                                                      |
| ---------------------- | --------------------- | --------------------- | ------------------------ | ---------------------- | ---------------------- | ---------------------- | ------------------------------------------------------------------------------------------------ |
| Польський протекторат  | Польський протекторат | Польський протекторат | Польський протекторат    | Російський протекторат | Російський протекторат | Російський протекторат | Російський протекторат                                                                           |
| 1660—1663              |                       | Юрій Хмельницький     | 1663 року зрікся булави. | 1660—1663              |                        | Яким Сомко             | наказний гетьман.                                                                                |
| 1663—1665              |                       | Павло Тетеря          |                          | 1663—1668              |                        | Іван Брюховецький      | 1663 року підписав Батуринські, а 1665 року — Московські статі, які обмежили козацьку автономію. |
| 1665—1668              |                       | Петро Дорошенко       |                          | 1663—1668              |                        | Іван Брюховецький      | 1663 року підписав Батуринські, а 1665 року — Московські статі, які обмежили козацьку автономію. |
| Об'єднання Гетьманщини |                       |                       |                          |                        |                        |                        |                                                                                                  |
| 1668—1669              |                       | Петро Дорошенко       | Петро Дорошенко          | Петро Дорошенко        | Петро Дорошенко        | Петро Дорошенко        | Петро Дорошенко                                                                                  |

| Повторний розкол Гетьманщини    | Повторний розкол Гетьманщини | Повторний розкол Гетьманщини                            | Повторний розкол Гетьманщини | Повторний розкол Гетьманщини | Повторний розкол Гетьманщини | Повторний розкол Гетьманщини | Повторний розкол Гетьманщини | Повторний розкол Гетьманщини |
| Правобережжя                    | Правобережжя                 | Правобережжя                                            | Правобережжя                 | Правобережжя                 | Правобережжя                 | Лівобережжя                  | Лівобережжя                  | Лівобережжя                  |
| ------------------------------- | ---------------------------- | ------------------------------------------------------- | ---------------------------- | ---------------------------- | ---------------------------- | ---------------------------- | ---------------------------- | ---------------------------- |
| Османський протекторат          | Османський протекторат       | Османський протекторат                                  | Польський протекторат        | Польський протекторат        | Польський протекторат        | Російський протекторат       | Російський протекторат       | Російський протекторат       |
| 1669—1676                       |                              | Петро Дорошенко                                         | 1669—1674                    |                              | Михайло Ханенко              | 1669—1672                    |                              | Дем'ян Многогрішний          |
| 1678—1681                       |                              | Юрій Хмельницький                                       | 1675—1679                    |                              | Остап Гоголь                 | 1672—1687                    |                              | Іван Самойлович              |
| 1681—1683                       |                              | Георге Дука (володар), Іван Драгинич (наказний гетьман) | 1683—1684                    |                              | Стефан Куницький             | 1687—1708                    |                              | Іван Мазепа                  |
| 1684 — 1685                     |                              | Димитрій Кантакузіно (володар)                          | 1684—1689                    |                              | Андрій Могила                | 1687—1708                    |                              | Іван Мазепа                  |
| 1684 — 1685                     |                              | Теодор Сулименко                                        | 1689—1692                    |                              | Григорій Гришко              | 1687—1708                    |                              | Іван Мазепа                  |
| 1685                            |                              | Яким Самченко                                           | 1693—1702                    |                              | Самійло Іванович Самусь      | 1687—1708                    |                              | Іван Мазепа                  |
| 1685—1695                       |                              | Степан Лозинський                                       | 1693—1702                    |                              | Самійло Іванович Самусь      | 1687—1708                    |                              | Іван Мазепа                  |
| 1696—1698                       |                              | Іван Багатий                                            | 1693—1702                    |                              | Самійло Іванович Самусь      | 1687—1708                    |                              | Іван Мазепа                  |
| 1698—1702                       |                              | Петро Іваненко (Петрик)                                 | 1693—1702                    |                              | Самійло Іванович Самусь      | 1687—1708                    |                              | Іван Мазепа                  |
| 1702—1704                       |                              | Самійло Іванович Самусь                                 | 1693—1702                    |                              | Самійло Іванович Самусь      | 1687—1708                    |                              | Іван Мазепа                  |
| Повторне об'єднання Гетьманщини |                              |                                                         |                              |                              |                              |                              |                              |                              |
| 1704—1709                       |                              | Іван Мазепа                                             | Іван Мазепа                  | Іван Мазепа                  | Іван Мазепа                  | Іван Мазепа                  | Іван Мазепа                  | Іван Мазепа                  |

| ІІІ розкол Гетьманщини | ІІІ розкол Гетьманщини | ІІІ розкол Гетьманщини | ІІІ розкол Гетьманщини | ІІІ розкол Гетьманщини | ІІІ розкол Гетьманщини  | ІІІ розкол Гетьманщини | ІІІ розкол Гетьманщини | ІІІ розкол Гетьманщини |
| Правобережжя           | Правобережжя           | Правобережжя           | Правобережжя           | Правобережжя           | Правобережжя            | Лівобережжя            | Лівобережжя            | Лівобережжя            |
| ---------------------- | ---------------------- | ---------------------- | ---------------------- | ---------------------- | ----------------------- | ---------------------- | ---------------------- | ---------------------- |
| Шведський протекторат  | Шведський протекторат  | Шведський протекторат  | Османський протекторат | Османський протекторат | Османський протекторат  | Російський протекторат | Російський протекторат | Російський протекторат |
| 1708—1709              |                        | Іван Мазепа            | 1712—1714              |                        | Петро Іваненко (Петрик) | 1708—1722              |                        | Іван Скоропадський     |
| 1709—1742              |                        | Пилип Орлик            | 1714—1733              |                        | Костянтин Гордієнко     | 1722—1724              |                        | Павло Полуботок        |
| 1709—1742              | 1733—1742              | Пилип Орлик            |                        | Пилип Орлик            | 1727—1734               |                        | Данило Апостол         |                        |
| 1709—1742              | 1765—1781              | Пилип Орлик            |                        | Яків Рудзевич          | 1750—1764               |                        | Кирило Розумовський    |                        |

### Інші
Наказні гетьмани та претенденти на гетьманську булаву.
| 1659      |  | Іван Безпалий     | наказний гетьман; московський кандидат для протиставлення Івану Виговському під час козацько-московської війни. |
| 1665      |  | Данило Ярмоленко  | наказний гетьман; московський кандидат.                                                                         |
| 1665      |  | Степан Опара      | гетьман; татарський кандидат.                                                                                   |
| 1668      |  | Степан Вдовиченко | гетьман. |
| 1668—1669 |  | Петро Суховій     | гетьман-самозванець на Правобережжі, колишній кошовий отаман.                                                   |
| 1687      |  | Василь Дунін      | наказний гетьман після Самойловича на час до виборів нового гетьмана.                                           |
| 1768—1768 |  | Максим Залізняк   | гетьман під час Коліївщини.                                                                                     |

## Військо Запорозьке Низове

### Кошові отамани
| 1556      |  | Єськович Михайло     | кошовий отаман.                                                                               |
| 1572      |  | Сулган П’ятигорець   | кошовий отаман.                                                                               |
| 1574      |  | Фока Покотило        | кошовий отаман.                                                                               |
| 1575      |  | Павлюк               | кошовий отаман.                                                                               |
| 1576—1578 |  | Яків Шах             | кошовий отаман; «гетьман низовий».                                                            |
| 1578      |  | Сулган П’ятигорець   | кошовий отаман.                                                                               |
| 1587      |  | Миколай Ружинський   | кошовий отаман; «гетьман низовий».                                                            |
| 1588      |  | Гаврило Голубок      | кошовий отаман.                                                                               |
| 1595      |  | Федір Полоус         | кошовий отаман.                                                                               |
| 1596      |  | Каспар Підвисоцький  | кошовий отаман.                                                                               |
| 1598      |  | Федір Полоус         | кошовий отаман.                                                                               |
| 1599—1600 |  | Семен Скалозуб       | кошовий отаман.                                                                               |
| 1600—1603 |  | Федір Полоус         | кошовий отаман.                                                                               |
| 1604—1605 |  | Павло Прокопович     | кошовий отаман.                                                                               |
| 1606—1608 |  | Федір Полоус         | кошовий отаман.                                                                               |
| 1608      |  | Михайло Найманович   | кошовий отаман.                                                                               |
| 1615      |  | Яків Шековничий      | кошовий отаман.                                                                               |
| 1617      |  | Сидір Єрмак          | кошовий отаман.                                                                               |
| 1618      |  | Михайло Скиба        | кошовий отаман.                                                                               |
| 1619      |  | Семен Чечуга         | кошовий отаман.                                                                               |
| 1620      |  | Петро Одинець        | кошовий отаман.                                                                               |
| 1621—1623 |  | Василь Луцкевич      | кошовий отаман.                                                                               |
| 1624—1625 |  | Грицько Чорний       | кошовий отаман.                                                                               |
| 1626      |  | Оліфер Голуб         | кошовий отаман; «гетьман низовий».                                                            |
| 1628      |  | Яків Клиша           | кошовий отаман.                                                                               |
| 1629—1631 |  | Тарас Трясило        | кошовий отаман; «гетьман низовий».                                                            |
| 1632      |  | Семен Перев'язка     | кошовий отаман.                                                                               |
| 1632      |  | Каленик Андрійович   | кошовий отаман.                                                                               |
| 1633      |  | Арлам                | кошовий отаман.                                                                               |
| 1634—1635 |  | Тарас Трясило        | кошовий отаман; «гетьман низовий».                                                            |
| 1636—1637 |  | Павло Павлюк         | кошовий отаман; «гетьман низовий».                                                            |
| 1638      |  | Дмитро Гуня          | кошовий отаман; «гетьман низовий».                                                            |
| 1638—1639 |  | Федір Лутай          | кошовий отаман.                                                                               |
| 1640      |  | Дмитро Гуня          | кошовий отаман.                                                                               |
| 1640—1646 |  | Максим Гулак         | кошовий отаман.                                                                               |
| 1647—1648 |  | Федір Лутай          | кошовий отаман.                                                                               |
| 1650      |  | Гуцький              | кошовий отаман.                                                                               |
| 1652      |  | Федір Лутай          | кошовий отаман.                                                                               |
| 1654-1657 |  | Павло Гомін          | кошовий отаман.                                                                               |
| 1657-1658 |  | Яків Барабаш         | кошовий отаман; один з організаторів повстання проти Виговського, що поклало початок Руїні.   |
| 1658-1659 |  | Павло Гомін          | кошовий отаман.                                                                               |
| 1659      |  | Іван Брюховецький    | кошовий отаман.                                                                               |
| 1660      |  | Петро Суховій        | кошовий отаман.                                                                               |
| 1661      |  | Іван Брюховецький    | кошовий отаман; іменувався «кошовим гетьманом».                                               |
| 1662      |  | Іван Величко         | кошовий отаман.                                                                               |
| 1663      |  | Сашко Туровець       | кошовий отаман.                                                                               |
| 1663      |  | Іван Сірко           | кошовий отаман.                                                                               |
| 1664      |  | Сашко Туровець       | кошовий отаман.                                                                               |
| 1664      |  | Іван Сірко           | кошовий отаман.                                                                               |
| 1664—1665 |  | Іван Щербина         | кошовий отаман.                                                                               |
| 1665      |  | Левко Шкура          | кошовий отаман.                                                                               |
| 1665      |  | Іван Курило          | кошовий отаман.                                                                               |
| 1665      |  | Іван Величко         | кошовий отаман.                                                                               |
| 1665-1666 |  | Левко Шкура          | кошовий отаман.                                                                               |
| 1666—1667 |  | Іван Ждан            | кошовий отаман; прізвисько — Ріг.                                                             |
| 1667      |  | Остап Васютенко      | кошовий отаман; прізвисько — Чемерис.                                                         |
| 1667      |  | Іван Ждан            | кошовий отаман; прізвисько — Ріг.                                                             |
| 1668      |  | Іван Білковський     | кошовий отаман.                                                                               |
| 1669      |  | Лукаш Мартинович     | кошовий отаман.                                                                               |
| 1669—1670 |  | Михайло Ханенко      | кошовий отаман.                                                                               |
| 1670      |  | Григорій Пелех       | кошовий отаман.                                                                               |
| 1671      |  | Лукаш Мартинович     | кошовий отаман.                                                                               |
| 1672      |  | Євсевій Шашол        | кошовий отаман.                                                                               |
| 1672      |  | Степан Вдовиченко    | кошовий отаман; «польовий гетьманом».                                                         |
| 1672—1673 |  | Лук'ян Андріїв       | кошовий отаман.                                                                               |
| 1673—1680 |  | Іван Сірко           | кошовий отаман.                                                                               |
| 1680—1681 |  | Іван Стягайло        | кошовий отаман.                                                                               |
| 1681—1682 |  | Трофим Волошанин     | кошовий отаман; волох.                                                                        |
| 1682      |  | Василь Олексієнко    | кошовий отаман.                                                                               |
| 1682—1684 |  | Григорій Єремєєв     | кошовий отаман; москаль.                                                                      |
| 1686      |  | Григорій Сагайдачний | кошовий отаман.                                                                               |
| 1686      |  | Федір Іваник         | кошовий отаман.                                                                               |
| 1687      |  | Філон Лихопій        | кошовий отаман.                                                                               |
| 1687      |  | Григорій Сагайдачний | кошовий отаман.                                                                               |
| 1688      |  | Філон Лихопій        | кошовий отаман.                                                                               |
| 1688—1689 |  | Іван Гусак           | кошовий отаман.                                                                               |
| 1689      |  | Федько Гусак         | кошовий отаман.                                                                               |
| 1690—1692 |  | Іван Гусак           | кошовий отаман.                                                                               |
| 1692—1693 |  | Василь Кузьменко     | кошовий отаман.                                                                               |
| 1693      |  | Іван Гусак           | кошовий отаман.                                                                               |
| 1693—1694 |  | Семен Рубан          | кошовий отаман.                                                                               |
| 1694      |  | Іван Шарпило         | кошовий отаман.                                                                               |
| 1694—1695 |  | Петро Прима          | кошовий отаман.                                                                               |
| 1695      |  | Максим Самійленко    | кошовий отаман.                                                                               |
| 1695      |  | Іван Гусак           | кошовий отаман.                                                                               |
| 1696—1697 |  | Яків Мороз           | кошовий отаман.                                                                               |
| 1697—1698 |  | Григорій Яковенко    | кошовий отаман.                                                                               |
| 1698—1699 |  | Мартин Стукало       | кошовий отаман.                                                                               |
| 1699—1700 |  | Петро Прима          | кошовий отаман.                                                                               |
| 1701      |  | Герасим Криса        | кошовий отаман.                                                                               |
| 1701—1702 |  | Петро Сорочинський   | кошовий отаман.                                                                               |
| 1702      |  | Кость Гордієнко      | кошовий отаман.                                                                               |
| 1703      |  | Герасим Криса        | кошовий отаман.                                                                               |
| 1703-1706 |  | Кость Гордієнко      | кошовий отаман.                                                                               |
| 1706-1707 |  | Лук'ян Тимофієнко    | кошовий отаман.                                                                               |
| 1707      |  | Петро Сорочинський   | кошовий отаман.                                                                               |
| 1707-1708 |  | Тимофій Фененко      | кошовий отаман.                                                                               |
| 1708-1709 |  | Кость Гордієнко      | кошовий отаман.                                                                               |
| 1709-1710 |  | Петро Сорочинський   | кошовий отаман.                                                                               |
| 1710      |  | Яким Богуш           | кошовий отаман.                                                                               |
| 1710      |  | Йосип Кириленко      | кошовий отаман.                                                                               |
| 1711-1714 |  | Кость Гордієнко      | кошовий отаман.                                                                               |
| 1714-1720 |  | Іван Малашевич       | кошовий отаман.                                                                               |
| 1720-1728 |  | Кость Гордієнко      | кошовий отаман.                                                                               |
| 1733      |  | Іван Білицький       | кошовий отаман.                                                                               |
| 1734-1735 |  | Іван Малашевич       | кошовий отаман.                                                                               |
| 1735      |  | Іван Білицький       | кошовий отаман.                                                                               |
| 1738      |  | Іван Білицький       | кошовий отаман.                                                                               |
| 1739      |  | Кость Покотило       | кошовий отаман.                                                                               |
| 1739—1740 |  | Яків Туркало         | кошовий отаман.                                                                               |
| 1740      |  | Іван Черевко         | кошовий отаман.                                                                               |
| 1740      |  | Степан Уманський     | кошовий отаман.                                                                               |
| 1741      |  | Степан Гладкий       | кошовий отаман.                                                                               |
| 1742      |  | Семен Єремієвич      | кошовий отаман.                                                                               |
| 1743      |  | Іван Малашевич       | кошовий отаман.                                                                               |
| 1744      |  | Яким Ігнатович       | кошовий отаман.                                                                               |
| 1745—1747 |  | Василь Сич           | кошовий отаман.                                                                               |
| 1747      |  | Павло Козелецький    | кошовий отаман.                                                                               |
| 1748      |  | Марко Кажан          | кошовий отаман.                                                                               |
| 1748—1749 |  | Яким Ігнатович       | кошовий отаман.                                                                               |
| 1749—1750 |  | Олексій Козелецький  | кошовий отаман.                                                                               |
| 1750      |  | Іван Кажан           | кошовий отаман.                                                                               |
| 1751      |  | Василь Сич           | кошовий отаман.                                                                               |
| 1752      |  | Яків Ігнатович       | кошовий отаман.                                                                               |
| 1752—1753 |  | Павло Козелецький    | кошовий отаман.                                                                               |
| 1753      |  | Григорій Лантух      | кошовий отаман.                                                                               |
| 1753      |  | Семен Єремієвич      | кошовий отаман.                                                                               |
| 1753      |  | Данило Гладкий       | кошовий отаман.                                                                               |
| 1754      |  | Яким Ігнатович       | кошовий отаман.                                                                               |
| 1755—1756 |  | Григорій Лантух      | кошовий отаман.                                                                               |
| 1756      |  | Федір Шкура          | кошовий отаман.                                                                               |
| 1757      |  | Данило Гладкий       | кошовий отаман.                                                                               |
| 1757—1758 |  | Григорій Лантух      | кошовий отаман.                                                                               |
| 1759—1760 |  | Олексій Білицький    | кошовий отаман.                                                                               |
| 1761      |  | Григорій Лантух      | кошовий отаман.                                                                               |
| 1762      |  | Степан Рудь          | кошовий отаман.                                                                               |
| 1762      |  | Петро Калнишевський  | кошовий отаман; генерал-лейтенант російської армії, канонізований УПЦ КП; прізвисько — Калниш |
| 1763      |  | Григорій Лантух      | кошовий отаман.                                                                               |
| 1764      |  | Пилип Федорів        | кошовий отаман.                                                                               |
| 1765      |  | Іван Білицький       | кошовий отаман.                                                                               |
| 1765—1775 |  | Петро Калнишевський  | кошовий отаман.                                                                               |

## Гетьман Української Держави
| 1918—1945 |  | Павло Скоропадський  | Гетьман Всієї України; генерал-лейтенант Російської армії, голова Української Держави |
| 1948—1957 |  | Данило Скоропадський | син Павла Скоропадського, лідер гетьманського руху в українській діаспорі             |